# Supercelle
En supercelle er et tordenvejr karakteriseret ved tilstedeværelsen af en mesocyklon: En dyb, vedholdende roterende opadgående vind. 
Af denne grund omtales disse storme nogle gange som roterende tordenvejr. 
Af de fire klassifikationer af tordenvejr (supercelle, bygelinje, flercellet, and enkelt cellet), er superceller den sjældnest forekommende og har potentiale til at blive den mest alvorlige. Superceller er ofte isolerede fra andre tordenvejr og kan dominere det lokale vejr op til 32 km væk. Superceller har tendens til at vare 2–4 timer.
Supercellen kan give ekstreme mænger regn på kort tid, kæmpehagl (1-10 cm), vindstød op til orkanstyrke, kraftig torden samt 10% chance for tornado.
Superceller hænder af og til i Danmark.